# Comunidade (País de Gales)
Uma comunidade (em galês:  cymuned) é uma divisão de terra no País de Gales que forma o nível mais baixo de Governo local no País de Gales. As comunidades galesas são análogas a Paróquias civis na Inglaterra. Em 2016, havia 870 comunidades no País de Gales.
Até 1974 o País de Gales foi dividido em paróquias civis. Estas foram abolidas pela seção 20 (6) da Lei do governo local de 1972, e substituídas pelas comunidades pela seção 27 da mesma lei. As principais áreas do País de Gales estão divididas inteiramente em comunidades. Ao contrário da Inglaterra, onde existem áreas não separadas, nenhuma parte do País de Gales está fora de uma comunidade, mesmo em área urbanas.
A maioria, mas não todas, as comunidades são administradas pelo Conselho comunitários, que são equivalentes para o inglês Conselhos paroquiais em termos de seus poderes e da maneira como operam. Os conselhos comunitários galês podem chamar-se unicamente Conselho Municipal unilateralmente e podem ter estatuto de cidade concedido pela Coroa. No País de Gales, todos os conselhos municipais são conselhos comunitários. Existem agora três comunidades com status de cidade: Bangor, St Asaph e St Davids. O presidente de um conselho municipal ou conselho da cidade geralmente terá o título de prefeito (Welsh: maer). No entanto, nem todas as comunidades têm um conselho. Em comunidades com populações muito pequenas para sustentar um conselho comunitário completo, pode ser estabelecida Reunião da comunidade. As comunidades nas áreas urbanas das cidades de Cardiff, Swansea e Newport não tem conselhos comunitários.
A partir do Censo 2001 do Reino Unido havia 869 comunidades no País de Gales. Mais de 730 têm um conselho (ou seja, 84%). variam em tamanho a partir de Rhayader com uma área de 13 945 hectares (34 000 acre(s)s) para Cefn Fforest com uma área de 64 hectares (160 acre(s)s). No Censo 2001 eles variaram em população de Barry com 45,053 registrou habitantes em Baglan Bay sem residentes permanentes.
Os vinte e dois conselhos de área principal são obrigados a revisar os limites da comunidade em sua área a cada quinze anos. Os conselhos propõem mudanças na Comissão local de democracia e fronteira para o País de Gales, Que prepara um relatório e faz recomendações ao Governo galês. Se o Governo galês aceitar as recomendações, então implementa, em seguida, usando um instrumento estatutário. Por exemplo, em 2016 foram criadas quatro novas comunidades na Conselho da cidade de Cardiff.
A comunidade mais povoada é Barry.